# Anne-Marie Godart
Anne-Marie Godart is een Franse zangeres.

## Biografie
Ze is voornamelijk bekend geworden doordat zij als afgezant van Monaco meedeed aan het Eurovisiesongfestival 1972, waar zij samen met Peter McLane het lied Comme On s'aime zong en de 16e plaats haalde. Godart begon haar carrière in 1966, toen ze samen met Pascal Sevran duetten zong en in 1968 haar eerste album uitbracht. Zij is verder nog in 1973 met haar single Pas un mot, pas une larme in de Nederlandse hitparade gekomen, maar heeft in de jaren daarna alleen sporadisch albums en singles uitgebracht.

## Discografie
33 toeren
- Besoin de vivre, 1976

45 toeren
- Concerto sans frontière, 1970, composities van Maxime Le Forestier
- Rose d'Irlande, 1970, Soundtrack van de film Ryan's Daughter van David Lean
- Comme on s'aime, 1972
- Pas un mot, pas une larme, 1973
- Besoin de vivre, 1976
- Les enfants sans Noël, 1989

1959: Jacques Pills · 
1960: François Deguelt · 
1961: Colette Deréal · 
1962: François Deguelt · 
1963: Françoise Hardy · 
1964: Romuald · 
1965: Marjorie Noël · 
1966: Tereza · 
1967: Minouche Barelli · 
1968: Line & Willy · 
1969: Jean-Jacques · 
1970: Dominique Dussault · 
1971: Séverine · 
1972: Anne-Marie Godart & Peter McLane · 
1973: Marie · 
1974: Romuald · 
1975: Sophie · 
1976: Mary Christy · 
1977: Michèle Torr · 
1978: Caline & Olivier Toussaint · 
1979: Laurent Vaguener · 
2004: Märyon · 
2005: Lise Darly · 
2006: Séverine Ferrer
- Biblioteca Nacional de España: XX6385887
- Bibliothèque nationale de France: cb16543881f (data)
- Library of Congress Control Number: no2002000720
- MusicBrainz: ef152baf-ce17-416b-9dba-febb1d8245e9
- Système universitaire de documentation: 113602626
- Virtual International Authority File: 36576770
- WorldCat: E39PBJppFj8r9BgW6vxhkfYByd